# Edipo re
Edipo re is een Italiaanse dramafilm uit 1967 onder regie van Pier Paolo Pasolini. Het scenario is gebaseerd op het gelijknamige treurspel van de Griekse auteur Sophocles.

## Verhaal
Wanneer Oedipus van het orakel te horen krijgt dat hij zijn eigen vader zal vermoorden en met zijn moeder zal trouwen, verlaat hij zijn thuisstad Korinthe. Uiteindelijk komt de voorspelling toch uit.

## Rolverdeling
| Acteur             | Personage          |
| ------------------ | ------------------ |
| Silvana Mangano    | Iocaste            |
| Franco Citti       | Oedipus            |
| Alida Valli        | Merope             |
| Carmelo Bene       | Creon              |
| Julian Beck        | Tiresias           |
| Luciano Bartoli    | Laius              |
| Francesco Leonetti | Bediende van Laius |
| Ahmed Belhachmi    | Polybus            |